# 深志 (松本市)

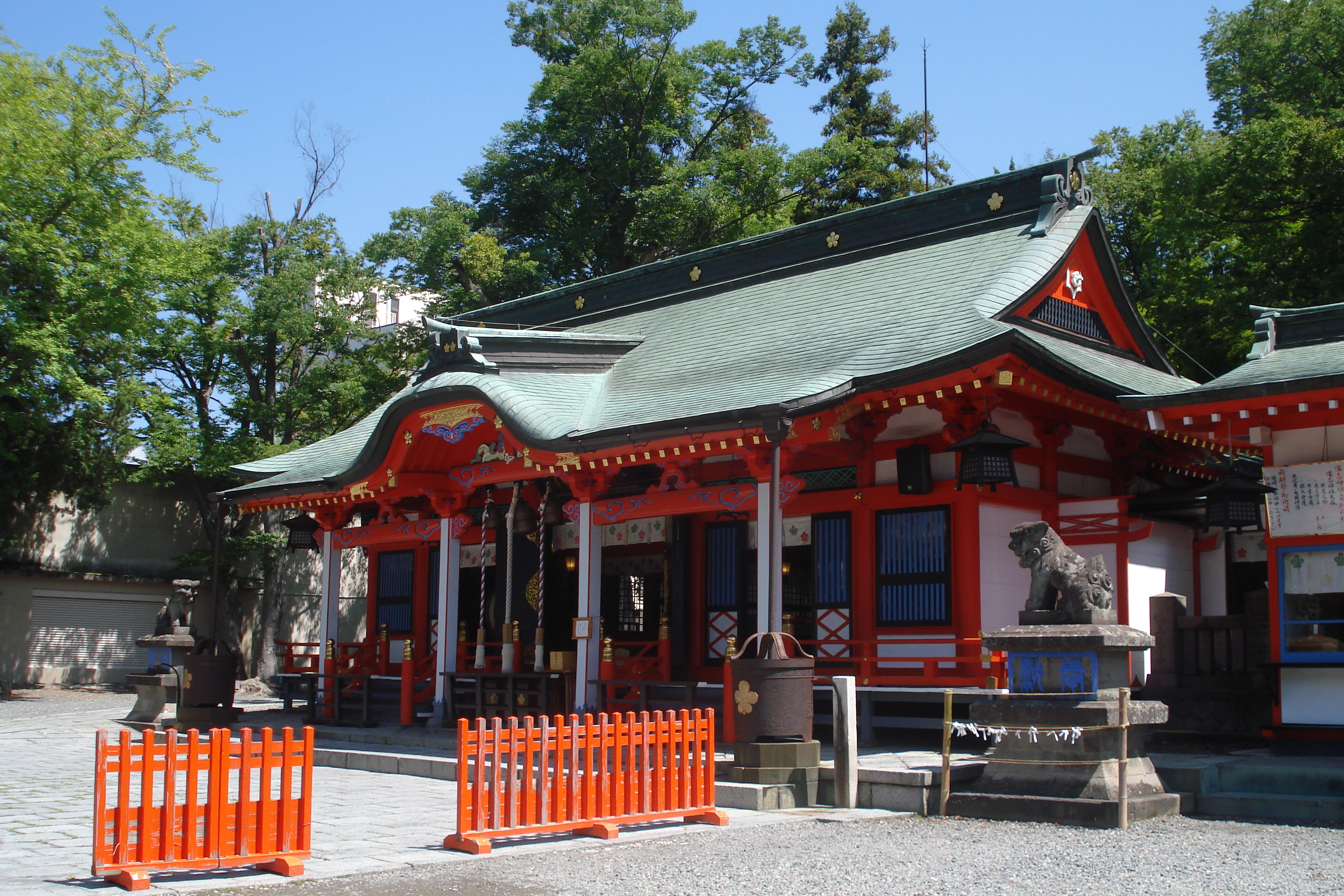
深志神社

深志（ふかし）は長野県松本市の中心部にある町名。現行行政地名は深志1丁目から深志3丁目。住居表示実施済み。郵便番号は390-0815。

## 概要
松本市の交通の中枢を担っている。全体的に碁盤の目のようになっており、本町通りから東側ではそれが顕著に現れる。本町通り、駅前通り（あがたの森通り）、こまくさ道路（しらかば大通り）、松本中央通り、天神通りが通る。いずれの道も渋滞が激しい。本町通りの東側では城下町特有の道の細さもあって車では通りにくい。
また、駅とバスターミナルを核に若者向けの店や飲食店、商店、プレイスポットが集まり、ホテル、オフィスビルも多い。本町通りから東側には住宅マンションも多く、城下町の趣も残っている。観光客は少ない。
市民芸術館ではサイトウ・キネン・フェスティバルの演目の一部が上映される。

## 歴史
江戸時代は町人町であり、天神通りと本町通りの交差点には松本本町の大名主で問屋職を務めた倉科氏の邸宅の跡がある。代々、公用荷物の輸送を取り仕切る公的機関としての問屋職を務めた事から、明治維新後は深く郵便事業に関り、初代の松本郵便役所取扱人（局長）となり邸宅は初代松本郵便局となった。
現在は松本信用金庫本町支店となっているが、敷地の一角に脚夫が郵便を運ぶ小さな銅像の「郵便局発祥の地碑」と、黒塗りの「書状集箱」に模したポストが設置されている。
高度経済成長に、市の商業の中心が大名町や六九町のある大手から松本駅前に移った。駅前ロータリーはやまびこ国体のときに整備されたものである。
俗地名では本町（一部）、博労町、国府町、天神町、鍋屋小路などが該当する。

### 沿革
- 1965年（昭和40年）9月1日 - 住居表示実施[4]。

## 世帯数と人口
2018年（平成30年）10月1日現在の世帯数と人口は以下の通りである。
| 丁目      | 世帯数  | 人口    |
| --------- | ------- | ------- |
| 深志1丁目 | 13世帯  | 25人    |
| 深志2丁目 | 311世帯 | 519人   |
| 深志3丁目 | 369世帯 | 689人   |
| 計        | 693世帯 | 1,233人 |

## 交通

### 鉄道
- 東日本旅客鉄道
  - ■大糸線・■篠ノ井線（■中央本線） : 松本駅
- アルピコ交通上高地線（通称・松本電鉄） : 松本駅

### バス
- 松本バスターミナル

### 道路
- 国道143号
- 長野県道295号平田新橋線

## 施設
- アリオ松本
- 井上百貨店
- 駅ビルMIDORI
- まつもと市民芸術館
- 深志神社